# Made To Be Broken
Made to Be Broken es el segundo álbum de la banda Soul Asylum, y el primero de los tres que lanzaron el año 1986.
La canción "Never Really Been" contiene la línea «And where will you be in 1993» (¿Y dónde estarás en 1993?). La banda tocó la canción en una aparición en 1993 en MTV Unplugged, en el tiempo en que habían sacado su primer disco de platino y sencillo número uno en los rankings. La banda ganó un Grammy y tocó en la inauguración presidencial ese mismo año.

## Lista de canciones
Todas las canciones escritas por David Pirner, salvo que se indique lo contrario.
1. "Tied to the Tracks" – 2:45
2. "Ship of Fools" – 2:48
3. "Can't Go Back" – 3:05  (Murphy)
4. "Another World, Another Day" – 1:59
5. "Made to Be Broken" – 2:35
6. "Never Really Been" – 2:52
7. "Whoa!" – 2:32
8. "New Feelings" – 1:46
9. "Growing Pain" – 2:17
10. "Long Way Home" – 2:27
11. "Lone Rider" – 1:50
12. "Ain't That Tough" – 3:34
13. "Don't It (Make Your Troubles Seem Small)" – 2:48

## Sencillos
1. "Never Really Been"
2. "Tied to the Tracks"
3. "Made to Be Broken"

- Datos: Q2314567